# 딕시역
딕시역 (Dixie station)은 캐나다 온타리오주 미시소가 동부에 있는 통근열차역으로, GO 트랜싯의 통근열차 노선인 밀턴선 열차가 평일 출퇴근 시간대에 정차한다.

## 위치
딕시역은 캐나다 태평양 철도 (CP) 골트선 12.4마일 (20km) 지점에 위치해있으며, 키플링과 쿡스빌역 사이에 위치해있다. 키플링역 서쪽으로, 427번 고속도로 아래와 이토비코천 북쪽으로 열차가 지나가면서 공업 지대를 지나간다. 딕시역은 던다스 스트리트 남쪽과 딕시 로드에 위치하였으며, 딕시 로드에 마이웨이 시내버스가 정차하며, 던다스 스트리트까지는 긴 보행자 통로로 연결되어있다. 딕시역을 지나서도 공업 지대의 풍경은 여전하며, 휴론타리오 로드를 다리 위로 건너 쿡스빌역에 정차하면서 주거 지역으로 모습이 바뀌게 된다.

## 역사
딕시역은 1981년 10월 25일에 밀턴선이 레이크쇼어 웨스트, 레이크쇼어 이스트, 조지타운 (오늘날 키치너선), 리치먼드힐선에 이어서 다섯 번째로 개통하면서 개장하였다. 개통 첫날 밀턴선에는 평일 아침에 토론토 방면 열차가 세 대, 평일 오후에 밀턴 방면 열차가 세 대 운행하였다. 운행 횟수는 1989년 7월 9일에 하루 3회 (왕복 6회)에서 5회 (왕복 10회)로 늘어났다.
1990년 10월 29일에 밀턴선에는 평일 낮 시간대에도 운행을 하게 되었는데, 당시 밀턴선은 레이크쇼어선 외에 처음으로 평시에도 운행하는 통근열차 노선이 되었다. 레이크쇼어선의 승객이 급격히 늘어나면서, 레이크쇼어 연선의 승객들을 밀턴선으로 일부 흡수하는 것을 목표로 하였다. 평시에는 밀턴선에 종착하는 대신에 에린데일역에 종착하였으며, 에린데일에서 밀턴까지는 버스가 운행하였다. 1996년 1월 8일, 평시에 운행하던 통근열차는 예산 감축으로 버스로 전면 대체되었고 유니언에서 밀턴까지 키플링역을 제외하고 모든 역에 정차하게 되었다.
광역 토론토 지역이 북쪽과 서쪽으로 계속 팽창하면서 GO 트랜싯은 밀턴선에 꾸준히 열차를 추가하였는데, 2002년에는 6번째, 2009년에는 7번째, 2012년에는 8번째, 2015년에는 9번째, 2016년에는 10번째 열차가 추가되었다. 토론토 지역의 광역교통을 담당하는 주 공기업인 메트로링스는 메도우베일과 유니언 간 출퇴근 시간대에 통근열차를 15분 간격으로 운행하고, 평시에는 30분 간격으로 운행하고 밀턴까지 버스를 운행한다는 미래 전략 계획을 발표하였다.
주정부는 이 노선의 평시 통근열차 운행을 재개하고, 미시소가 방면 대중교통 운행을 개선하고, 지하철을 연장하는 방안도 구상하였지만, 선로 소유주인 화물철도 기업인 CP 철도와의 협상이 난항을 겪고 있다. CN과 달리 CP는 미시소가와 토론토를 잇는 골트선이 토론토, 런던과 윈저를 오가는 유일한 노선이기 때문에 이곳에 통근열차를 운행한다면 화물열차가 우회할 경로를 딱히 찾을 수 없게 된다. GO 트랜싯이 이 노선에 통근열차를 운행하려면 별도의 선로를 건설해야 하고, 이에 따라 적지 않은 예산이 소요될 것으로 보인다.

## 시설
딕시역은 역무원이 상주하지 않는 무인역이다. 이 역에서 통근열차 요금을 지불하려면 몇 가지 방법이 있는데, 첫 번째는 교통카드인 프레스토 카드를 프레스토 단말기에 태그하는 방법이다. 프레스토 카드가 있다면 자동판매기에서 카드 잔액을 충전할 수 있다. 두 번째는 신용카드나 체크카드, 모바일페이 등을 이용해 단말기에 태그하는 방법으로, 프레스토 카드와 동일한 요금이 차감된다. 세 번째는 GO 트랜싯 이티켓으로, 스마트폰을 이용해 GO 트랜싯 홈페이지에 들어가서 이티켓을 구매하고, 출발 5분 전에 티켓 사용 버튼을 누르면 된다. 네 번째는 일회용 티켓으로, 역에 있는 자동판매기에서 행선지를 누른 다음에 구입할 수 있다. 티켓을 구매한 뒤 프레스토 단말기에 태그하면 티켓을 사용할 수 있다.
다른 역과 마찬가지로, 딕시역에는 대합실, 화장실, 와이파이, 공중전화가 있으며, 역 승강장에는 눈이나 비를 피할 수 있는 천정이 있고 겨울에는 난방도 된다. 환승 주차장은 GO 트랜싯 승객들이 최대 48시간까지 무료로 이용할 수 있다. 주차 공간은 991대로, 딕시역을 자주 이용하는 경우 전용 주차 공간을 예약할 수도 있고, 이 역으로 카풀하는 경우 카풀 주차 공간도 마련되어있다. 또한 자전거를 타는 승객들을 위한 자전거 거치대도 있다.
딕시역에는 GO 트랜싯의 광역버스를 위한 버스 승강장이 마련되어있지만 미시소가 시내버스를 이용할 경우 역 밖의 딕시 로드에 있는 버스 정류장에서 시내버스로 갈아타야 한다.

## 버스 연결편
딕시역에는 밀턴선 대체 버스인 GO 트랜싯의 21번 버스가 운행하였으나, 버스 노선이 레이크쇼어 웨스트선을 경유하도록 바뀌었기 때문에 딕시역에는 GO 버스가 정차하지 않는다. 한편 미시소가 시내버스인 마이웨이의 5번 버스가 역 밖 도로변 정류장에 정차한다. 통근열차와 시내버스 간 환승 시 환승 할인이 적용되며 시내버스 요금은 차감되지 않는다.
|  |  |  |

|  |  |  |

|  |  |  |

|  |  |  |

|  |

|  |

|  |

|  |

|  |

|  |  |  |

|  |

|  |

|  |

|  |

|  |  |  |

|  |

| 어네스트 새뮤엘 |
| 캐터필러        |

|  |

|  |

|  |

|  |  |  |

|  |  |  |

|  |  |  |

|  |  |  |

| 미시소가 |
| 토론토   |

|  |  |  |

|  |  |  |

|  |  |  |  |  |

|  |  |  |

|  |  |  |

|  |  |  |

|  |  |  |

|  |  |  |

|  |

|  |

|  |

|  |

|  |

|  |  |  |

|  |

|  |

|  |

|  |

|  |  |  |

|  |

| 어네스트 새뮤엘 |
| 캐터필러        |

|  |

|  |

|  |

|  |  |  |

|  |  |  |

|  |  |  |

|  |  |  |

| 미시소가 |
| 토론토   |

|  |  |  |

|  |  |  |

|  |  |  |  |  |

|  |  |  |

|  |  |  |

|  |  |  |

|  |  |  |

|  |  |  |

|  |

|  |

|  |

|  |

|  |

|  |  |  |

|  |

|  |

|  |

|  |

|  |  |  |

|  |

| 어네스트 새뮤엘 |
| 캐터필러        |

|  |

|  |

|  |

|  |  |  |

|  |  |  |

|  |  |  |

|  |  |  |

| 미시소가 |
| 토론토   |

|  |  |  |

|  |  |  |

|  |  |  |  |  |

|  |  |  |

|  |  |  |

|  |  |  |

|  |  |  |

|  |  |  |

|  |

|  |

|  |

|  |

|  |

|  |  |  |

|  |

|  |

|  |

|  |

|  |  |  |

|  |

| 어네스트 새뮤엘 |
| 캐터필러        |

|  |

|  |

|  |

|  |  |  |

|  |  |  |

|  |  |  |

|  |  |  |

| 미시소가 |
| 토론토   |

|  |  |  |

|  |  |  |

|  |  |  |  |  |

|  |  |  |

## 인접한 역
| CP 골트선        | CP 골트선        | CP 골트선          |
| ---------------- | ---------------- | ------------------ |
| 쿡스빌 밀턴 방면 | GO 트랜싯 밀턴선 | 키플링 유니언 방면 |